# Cerises dans le jardin du voisin (film, 1956)
Pour plus de détails, voir Fiche technique et Distribution.
Cerises dans le jardin du voisin (titre original : Kirschen in Nachbars Garten) est un film allemand réalisé par Erich Engels, sorti en 1956.
Il s'agit du remake du film allemand sorti en 1935 (de) par le même réalisateur.

## Synopsis
L'agent d'assurance Sperling joue avec son voisin, le docteur Kieselbach et l'écrivain Wendland, Skat. Il est furieux du manque d'expérience de jeu de Mme Kieselbach et provoque ainsi le premier bouleversement. Il lance sa mauvaise humeur sur Berta la bonne et la femme s'évanouit et est mise en congé de maladie par le Dr Kieselbach. C'est une raison de plus pour Sperling de bricoler des choses de longue date, de sorte que la femme de Sperling, Camilla, et la femme de Kieselbach, Anna, décident de lui donner une leçon : Berta devra travailler pour les Kieselbach pendant une semaine et Sperling apprendra ainsi à mieux apprécier son travail. Mais quand Sperling insulte Berta au-dessus de la clôture du jardin, elle démissionne et devient la nouvelle femme de ménage de la famille Kieselbach. La paix de bon voisinage est maintenant terminée. La principale victime est la fille de Sperling, Inge, qui aime le fils de Kieselbach, Christian. Sperling interdit désormais à sa fille d'avoir une relation. Peu de temps après, la nouvelle femme de chambre Rita arrive. Elle s'avère être une personne naïve mais attirante.
Lors d'une excursion, Sperling laisse sa femme conduire la voiture, car elle devrait s'entraîner un peu avant son prochain examen de conduite. Dans un village, Camilla est tellement irritée par un troupeau de bœufs qu'elle entre dans un étal de marché. Comme ils boivent tous les deux de l'alcool pour redescendre du choc, les policiers qui approchent les poursuivent non seulement pour conduite sans permis, mais aussi pour alcool au volant. Tous deux doivent aller dans la prison du tribunal de district de Heidenburg pendant trois mois.
Devant les Kieselbach et aussi la femme de chambre Rita, ils font semblant d'aller chez le curé. Seul le voisin Wendland sait qu'ils doivent tous deux aller en prison et pendant ce temps, il s'occupe de faire suivre le courrier et de vérifier de temps en temps la maison des Sperling. Lors d'un orage nocturne, Rita a tellement peur que Wendland passe la nuit à ses côtés dans la maison des Sperling. Le lendemain matin, il quitte la maison et est rapidement vu par la laitière. Maintenant, des rumeurs spnt dans le village selon lesquelles Wendland et Rita ont une relation.
Un jour, le patron de Sperling lui annonce qu'il est sur le point d'être promu. Wendland alerte Sperling et ils échangent tous les deux leurs rôles pendant une journée. Alors que Wendland représente Sperling en prison, Sperling dort dans son propre lit, dans lequel il retrouve également Rita le lendemain, qui s'est endormie comme d'habitude. Le patron de Sperling croit que Rita est la femme de Sperling et est ravi.
À un moment donné, les trois mois de prison sont écoulés. Le gardien de prison Pfeffer étant une personne extrêmement indulgente et gentille, les Sperling ont du mal à dire au revoir. Ils promettent de voir Pfeffer en privé, d'autant plus que ses souris blanches attendent une progéniture. Dès qu'ils sont de retour dans leur maison, la dispute de voisinage continue. Inge et Christian sont toujours en couple et les Sperling se disputent également avec Wendland : Sperling avait heurté une voiture lors de son excursion pendant sa détention et s'était enfui. Il a été dénoncé et Wendland le remplace à nouveau en tant qu'auteur, car Sperling était officiellement en prison. Le courage de Wendland s'avère être chanceux, car la voiture qui a été touchée appartenait à des criminels recherchés qui ont pu être attrapés. Wendland reçoit une prime de 3 000 marks et Sperling réagit avec indignation, car c'est en fait son argent. De plus, Wendland devient Persona non grata parce que Rita est enceinte : selon les ragots du village d'après ce qu'a dit Wendland, et il manque des bouteilles dans la cave à vin de Sperling, bien que seul Wendland ait eu la clé de la cave pendant son emprisonnement. Lorsque les voisins effrontés placent deux têtes de chou dans la piscine de Sperling et que Sperling les lance furieusement contre Kieselbach, les trois voisins se battent. La procédure d'arbitrage de l'enseignant Schiller se tient dans son école. Après quelques allégations et disputes, le facteur qui se trouvait là s'avère être le père de l'enfant de Rita. Il était souvent secrètement avec elle et buvait aussi le vin. Rita avait emprunté brièvement la clé de cave à Wendland une fois. Une grande réconciliation a lieu et Sperling accepte également la relation entre Inge et Christian. En fin de compte, cependant, le secret des Sperlings se révèle lorsque le gardien de prison Pfeffer rend visite à ses « bons amis » à l'école. Pour Camilla, il a également quelques bébés souris avec lui en cadeau et à la fin, elles fuient et mettent le bazar.

## Fiche technique
- Titre : Cerises dans le jardin du voisin
- Titre original : Kirschen in Nachbars Garten
- Réalisation : Erich Engels assisté de Walter Boos
- Scénario : Erich Engels, Wolf Neumeister (de)
- Musique : Werner Scharfenberger
- Direction artistique : Hans-Jürgen Kiebach, Gabriel Pellon
- Costumes : Claudia Hahne-Herberg
- Photographie : Walter Riml
- Son : Willy Brahmann (de)
- Montage : Walter Boos (de)
- Production : Walter Traut, Eberhard Meichsner (de)
- Société de production : Divina-Film
- Société de distribution : Gloria Filmverleih
- Pays d'origine :  Allemagne de l'Ouest
- Langue : allemand
- Format : Couleur - 1,37:1 - mono - 35 mm
- Genre : Comédie
- Durée : 92 minutes
- Dates de sortie :
  -  Allemagne de l'Ouest : 3 août 1956.
  -  France : 19 mars 1957[1].

## Distribution
- Oskar Sima : Sperling
- Grethe Weiser : Camilla, sa femme
- Gundula Korte : Inge Sperling, leur fille
- Ursula Herking : Berta, la première bonne
- Helen Vita : Rita, la deuxième bonne
- Albert Florath : Dr Kieselbach
- Gerty Godden (de) : Anna Kieselbach, sa femme
- Peter Garden (de) : Christian Kieselbach, leur fils
- Paul Henckels : Wendland
- Wolfgang Völz : Klaus Wendland
- Peter Carsten : Le facteur
- Robert Fackler : Le juge Pfeffer
- Hannes Schiel : Le directeur de la compagnie d'assurances Usedom
- Carsta Löck : La péquenaude
- Nora Minor (de) : Wurzer, la laitière
- Mario Adorf : Le clochard
- Bruno Hübner : L'instituteur Schiller
- Dietrich Thoms (de) : Le gestionnaire
- Franz Fröhlich (de) : Le deuxième gardien de prison

## Source de traduction
- (de) Cet article est partiellement ou en totalité issu de l’article de Wikipédia en allemand intitulé « Kirschen in Nachbars Garten (1956) » (voir la liste des auteurs).